# El desorden que dejas (sèrie de televisió)
El desorden que dejas és una sèrie espanyola original de Netflix estrenada l'11 de desembre de 2020. És una adaptació de la novel·la homònima de Carlos Montero publicada el 2016 i és protagonitzada per Inma Cuesta i Bárbara Lennie, a més de comptar en el repartiment amb Tamar Novas, Aaron Piper i Roberto Enríquez.
A principis de 2019 la plataforma de streaming va anunciar que adaptaria la novel·la i aquesta s'estrenaria al llarg de l'any 2020, el rodatge es va iniciar el 21 d'octubre del mateix any a Galícia. La sèrie consta de 8 episodis de 40 minuts de durada escrits i dirigits per Carlos Montero al costat de Sílvia Quer i Roger Gual.

## Trama
Raquel, una professora de literatura, accepta una substitució a l'institut Novariz, del poble del seu marit. En el seu primer dia, troba entre els exàmens una nota que diu "I tu quant trigaràs a morir?". La il·lusió per començar les classes xoca amb la benvinguda dels alumnes, aviat descobrirà qui era la professora a la qual substitueix i com ha marcat la vida de tots.

## Repartiment

### Repartiment principal
- Inma Cuesta - Raquel Valero
- Bárbara Lennie - Elvira Ferreiro Martínez "Viruca"
- Tamar Novas - Germán Araujo
- Aaron Piper - Iago Nogueira
- Roberto Enríquez - Mauro Muñiz
- Roque Ruiz - Roi Fernández
- Isabel Garrido - Nerea Casat Macías
- Fede Pérez - Demetrio Araujo
- Alfonso Agra - Tomás Nogueira
- Susana Dans - Marga

### Repartiment secundari
- Xavier Estévez - Ramón
- Xosé Touriñán - Gabriel Acevedo
- Maria Tasende - Iria
- Camila Bossa - Isa
- Maria Costes - Claudia
- Abril Zamora - Tere
- Chelo Falcón - Carmen
- Ana Santos - Concha
- Mela Casal - ¿?
- César Cambeiro - ¿?

## Episodis
| Núm. | Títol                      | Dirigit per    | Escrit per             | Data de llançament original |
| ---- | -------------------------- | -------------- | ---------------------- | --------------------------- |
| 1    | "En la boca del lobo"      | Carlos Montero | Carlos Montero         | 11 de desembre de 2020      |
| 2    | "Lo saben"                 | Carlos Montero | Carlos Montero         | 11 de desembre de 2020      |
| 3    | "Cuenta hasta tres"        | Silvia Quer    | Javier Holgado Vicente | 11 de desembre de 2020      |
| 4    | "Caída en picado"          | Silvia Quer    | Carlos Montero         | 11 de desembre de 2020      |
| 5    | "El lugar sercreto"        | Silvia Quer    | Javier Holgado Vicente | 11 de desembre de 2020      |
| 6    | Lo que no quiso ver en ti" | Roger Gual     | Carlos Montero         | 11 de desembre de 2020      |
| 7    | "La tercera víctima"       | Roger Gual     | Javier Holgado Vicente | 11 de desembre de 2020      |
| 8    | "El desorden que dejas"    | Roger Gual     | Carlos Montero         | 11 de desembre de 2020      |

## Producció[calcitació]
El rodatge iniciat a l'octubre de 2019 es va allargar fins a mitjan març del 2020 en localitzacions com Cambre, Oleiros, la Coruña, Celanova, Ribadavia, Bande i els canons del Sil. La sèrie és produïda per Vaca Films.